# Capnia manii
Capnia manii är en bäcksländeart som beskrevs av Jewett 1958. Capnia manii ingår i släktet Capnia och familjen småbäcksländor. Inga underarter finns listade i Catalogue of Life.